# Поситос (стадион)
«Стадион Поситос» (исп. Estadio Pocitos) — ныне недействующий многофункциональный стадион в столице Уругвая Монтевидео. Один из первых в мире стадионов эллипсоидной формы. С 1921 по 1933 годы арена чаще использовалась для проведения футбольных матчей местного клуба «Пеньяроль».
Именно на этой арене в 1930 году проходил первый матч дебютного чемпионата мира по футболу. Зрители тогда увидели и первый гол в истории турнира — в матче сборных Франции и Мексики на 19-й минуте отличился французский футболист Люсьен Лоран. После первого забитого гола французы увеличили своё преимущество, а матч завершился со счетом 4:1 в их пользу. Впоследствии на стадионе состоялся ещё один матч чемпионата, в котором румыны уверенно одолели со счетом 3:1 перуанцев.
После чемпионата в 1930-х годах арена стала ненужной из-за того, что «Пеньяроль» начал играть на «Сентенарио», и поэтому стадион «Поситос» был снесен. На его месте сегодня остался только памятный знак.

## Чемпионат мира по футболу 1930
На чемпионате мира в 1930 году на этом стадионе состоялись два матча:
Группа А
| 13 июля 1930 15:00                                             | \| Франция \| 4:1 Протокол \| Мексика \| \| Люсьен Лоран 19′ · Марсель Ланжийе 40′ · Андре Машино 43′, 87′ \| Голы \| 70′ Хуан Карреньо \| | Стадион: Поситос, Монтевидео Зрителей: 3000 Судья: Доминго Ломбарди |
| Франция                                                        | 4:1 Протокол | Мексика                                                             |
| Люсьен Лоран 19′ · Марсель Ланжийе 40′ · Андре Машино 43′, 87′ | Голы | 70′ Хуан Карреньо                                                   |

Группа С
| 14 июля 1930 14:50                                            | \| Румыния \| 3:1 \| Перу \| \| Адальберт Дешу 1′[1] · Константин Станчу 79′[2] · Николае Ковач 89′ \| Голы \| 75′ Луис де Соуза Феррейра \| | Стадион: Поситос, Монтевидео Зрителей: 2000 Судья: Альберто Варнкен |
| Румыния                                                       | 3:1 | Перу                                                                |
| Адальберт Дешу 1′ · Константин Станчу 79′ · Николае Ковач 89′ | Голы | 75′ Луис де Соуза Феррейра                                          |